# Attigny (Ardennes)
Attigny [atiɲi] ist eine französische Gemeinde mit 1106 Einwohnern (Stand 1. Januar 2022) im Département Ardennes in der Region Grand Est; sie gehört zum Arrondissement Vouziers und zum Kanton Attigny. 

## Geographie
Die Gemeinde liegt zwischen Rethel und Vouziers am Fluss Aisne. Hier mündet auch der Nebenfluss Saint-Lambert.

### Nachbargemeinden
|                | Charbogne                                   | Saint-Lambert-et-Mont-de-Jeux |
| Givry          | Kompassrose, die auf Nachbargemeinden zeigt | Voncq                         |
| Vaux-Champagne | Sainte-Vaubourg                             | Chuffilly-Roche               |

## Geschichte
Die Königspfalz Attigny gehörte bereits den Merowingern. Teilweise wird angenommen, dass Chilperich II. im Jahr 721 hier starb, obwohl er in Noyon beigesetzt wurde. Im 8. und 9. Jahrhundert war die Pfalz eine der wichtigsten Residenzen der Karolinger. Hier fand im Jahr 762 eine Synode, der Gebetsbund, 785 die Taufe  Widukinds und 822 der öffentliche Bußakt Ludwigs des Frommen, die Buße von Attigny, statt. 978 wurde die Pfalz Attigny nach dem Überraschungsangriff des westfränkischen Königs Lothar auf die Aachener Königspfalz beim Gegenschlag Ottos II. niedergebrannt. Sie wurde danach nicht wieder aufgebaut und verschwand bald von der Landkarte. Auch die Pfalz Compiègne wurde zerstört, die Stadt Laon erobert, doch Otto scheiterte aber bei der Belagerung von Paris, das von Hugo Capet verteidigt wurde. Die Domäne Attigny gehörte jedoch weiterhin zum Krongut und war 987, beim Regierungsantritt Hugo Capets, neben Montreuil der einzige königliche Besitz nördlich der Île-de-France.
Der Ort Attigny selbst gehörte zwar zur Domäne Attigny, war aber nicht der Standort der Pfalz, sondern eher die Stelle innerhalb der Domäne und am Ufer der Aisne, an der Reisende anlegen konnten. Die Königspfalz Attigny stand ein wenig südlich auf hochwassersicherem Gelände in der heutigen Gemeinde Sainte-Vaubourg.

## Bevölkerungsentwicklung
| Jahr                       | 1962 | 1968 | 1975 | 1982 | 1990 | 1999 | 2006 | 2012 | 2018 |
| Einwohner                  | 1525 | 1536 | 1445 | 1265 | 1216 | 1200 | 1184 | 1240 | 1127 |
| Quellen: Cassini und INSEE |      |      |      |      |      |      |      |      |      |

## Sehenswürdigkeiten
- Palais de Charlemagne (Monument historique seit 1922)
- Kirche Notre-Dame (Monument historique seit 1910), ursprünglich romanisch

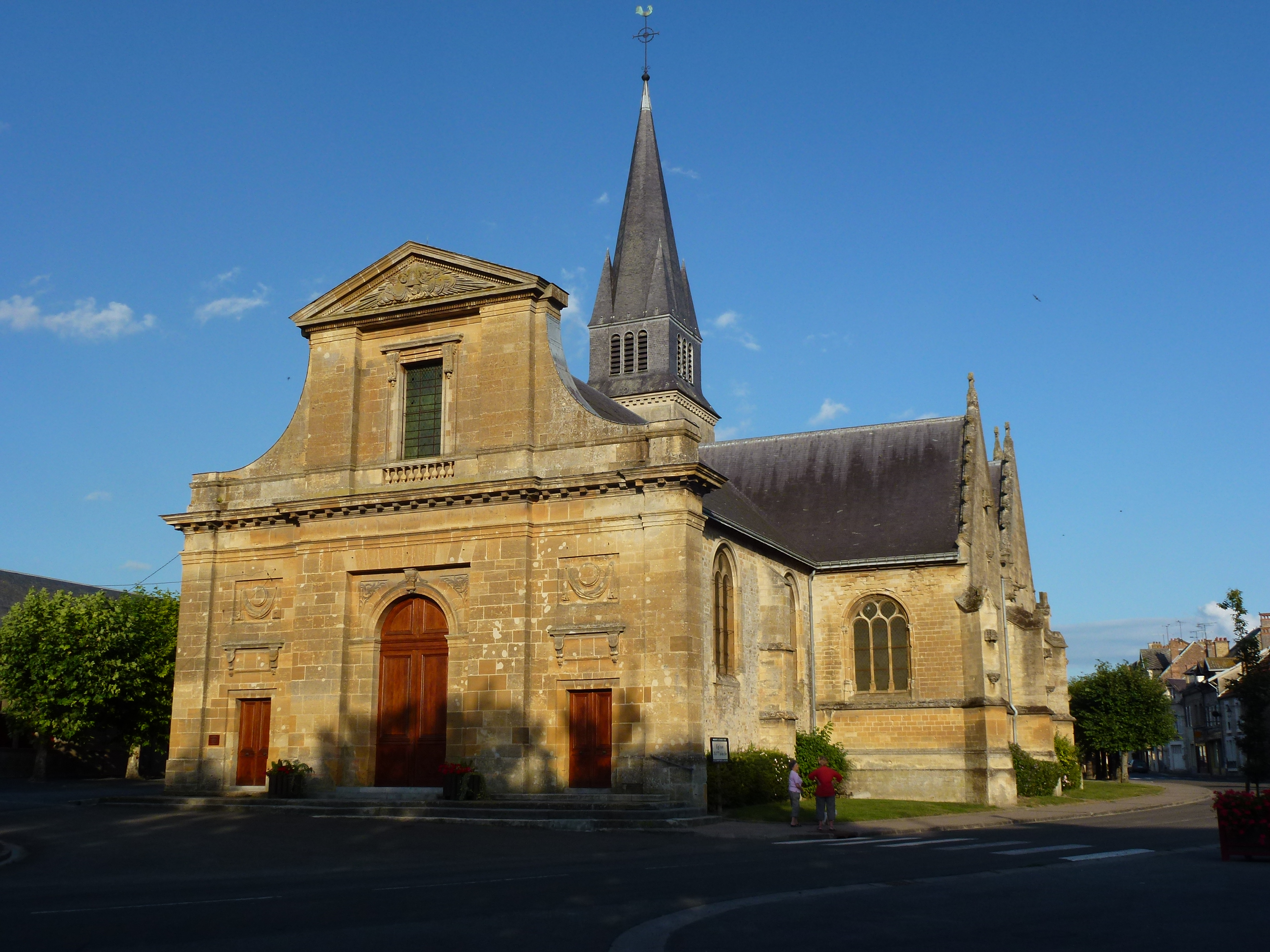
Kirche Notre-Dame
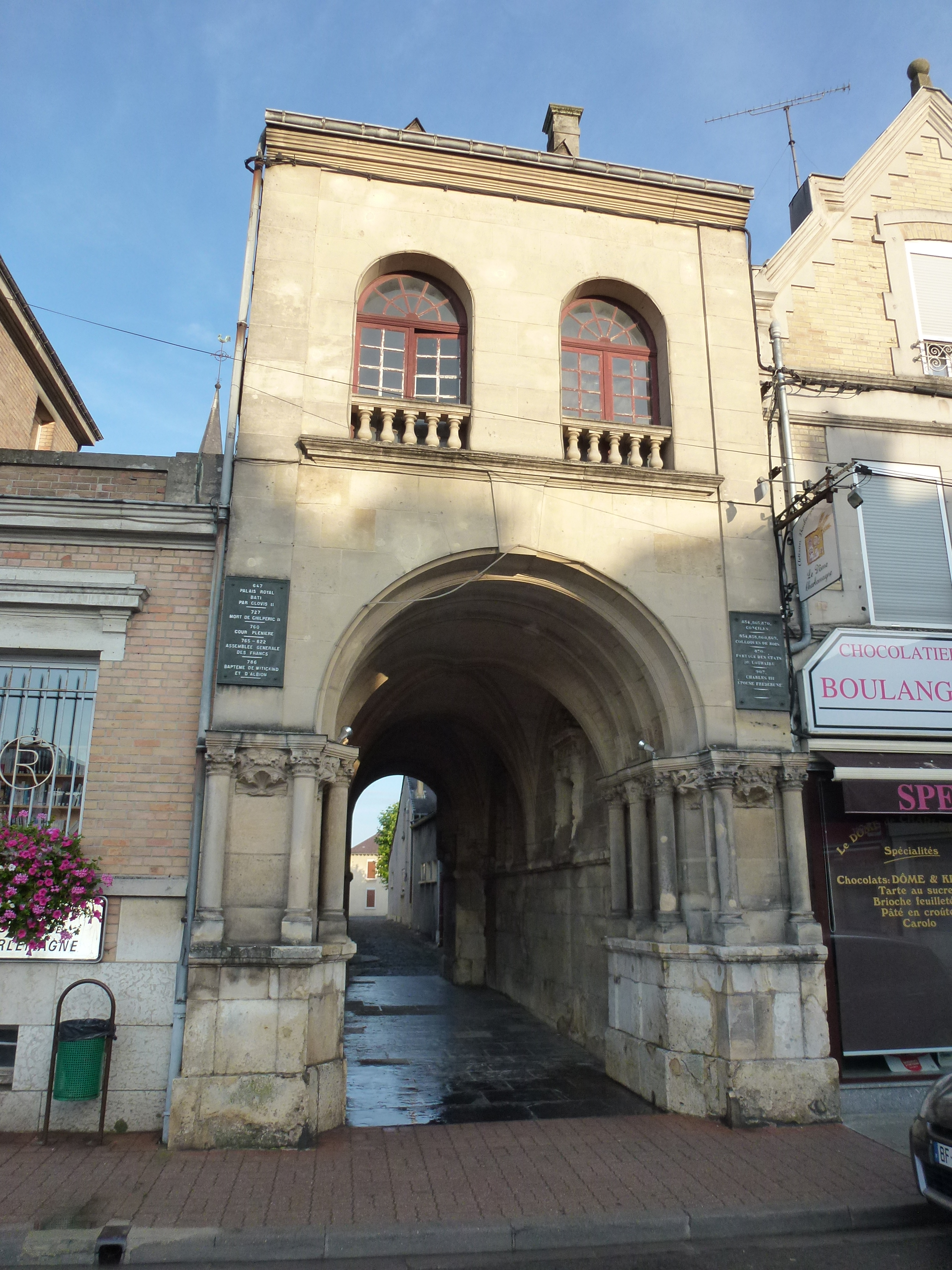
Palais de Charlemagne
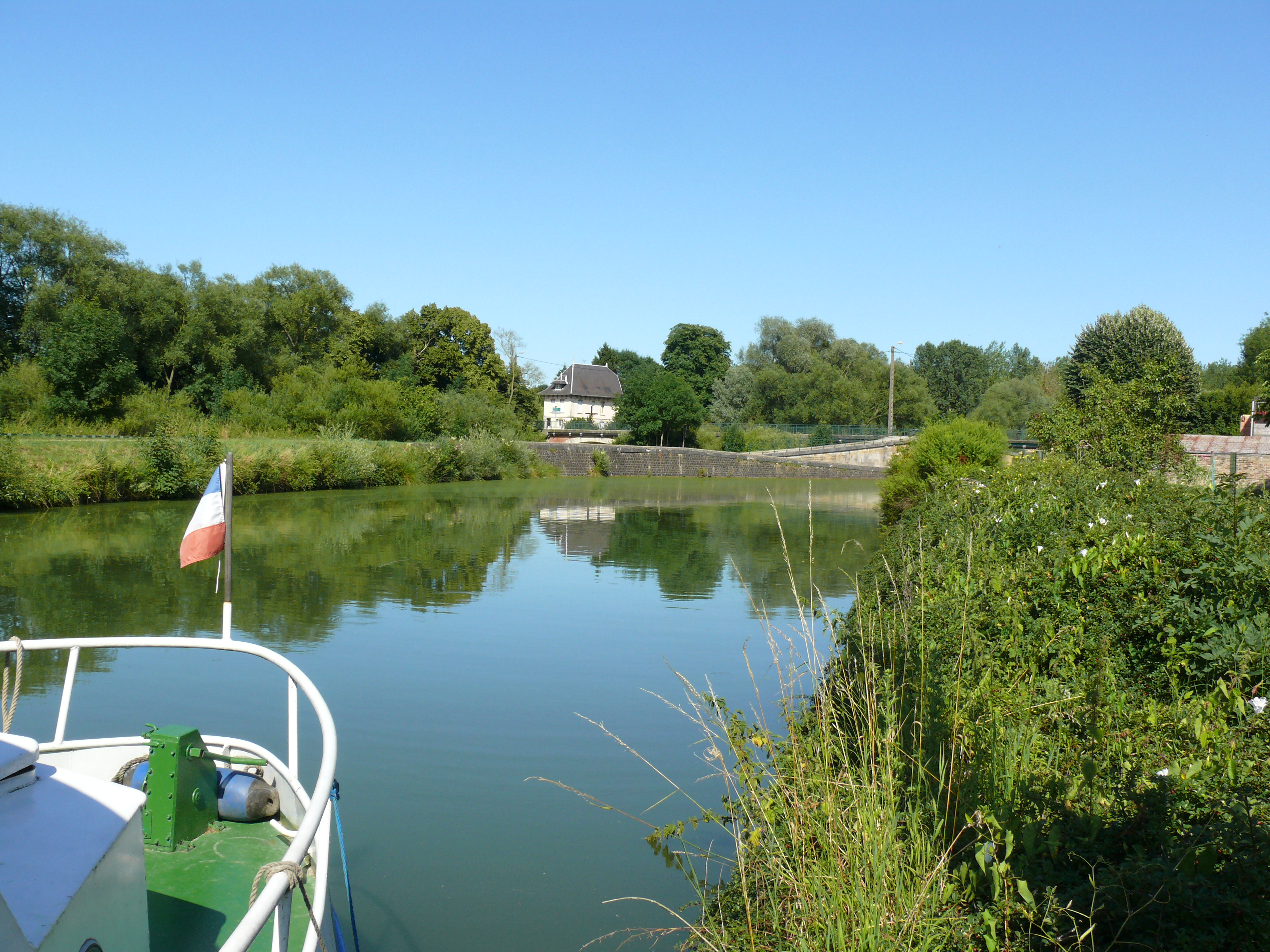
Canal des Ardennes in Attigny
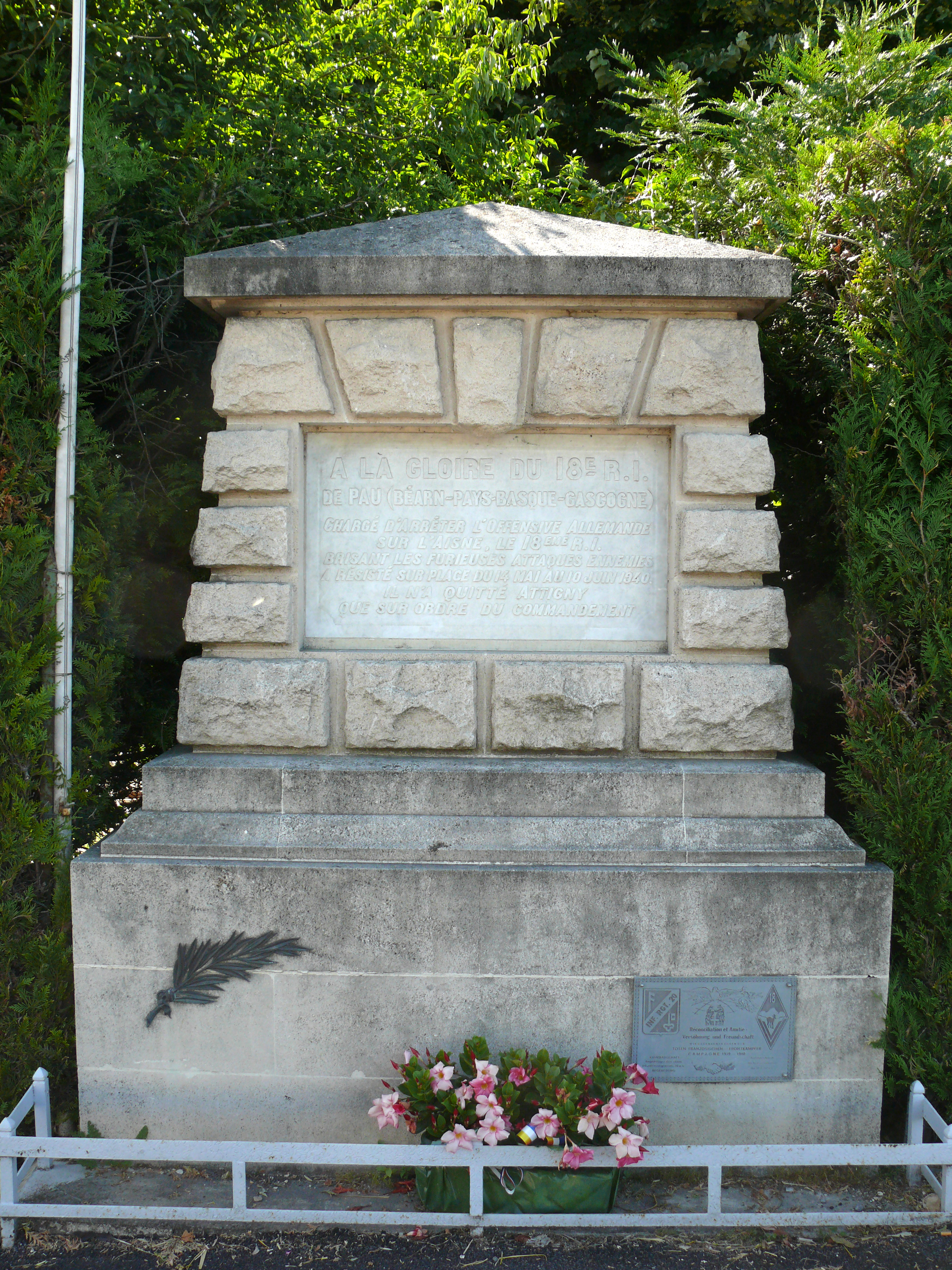
Denkmal für das 18. Infanterieregiment
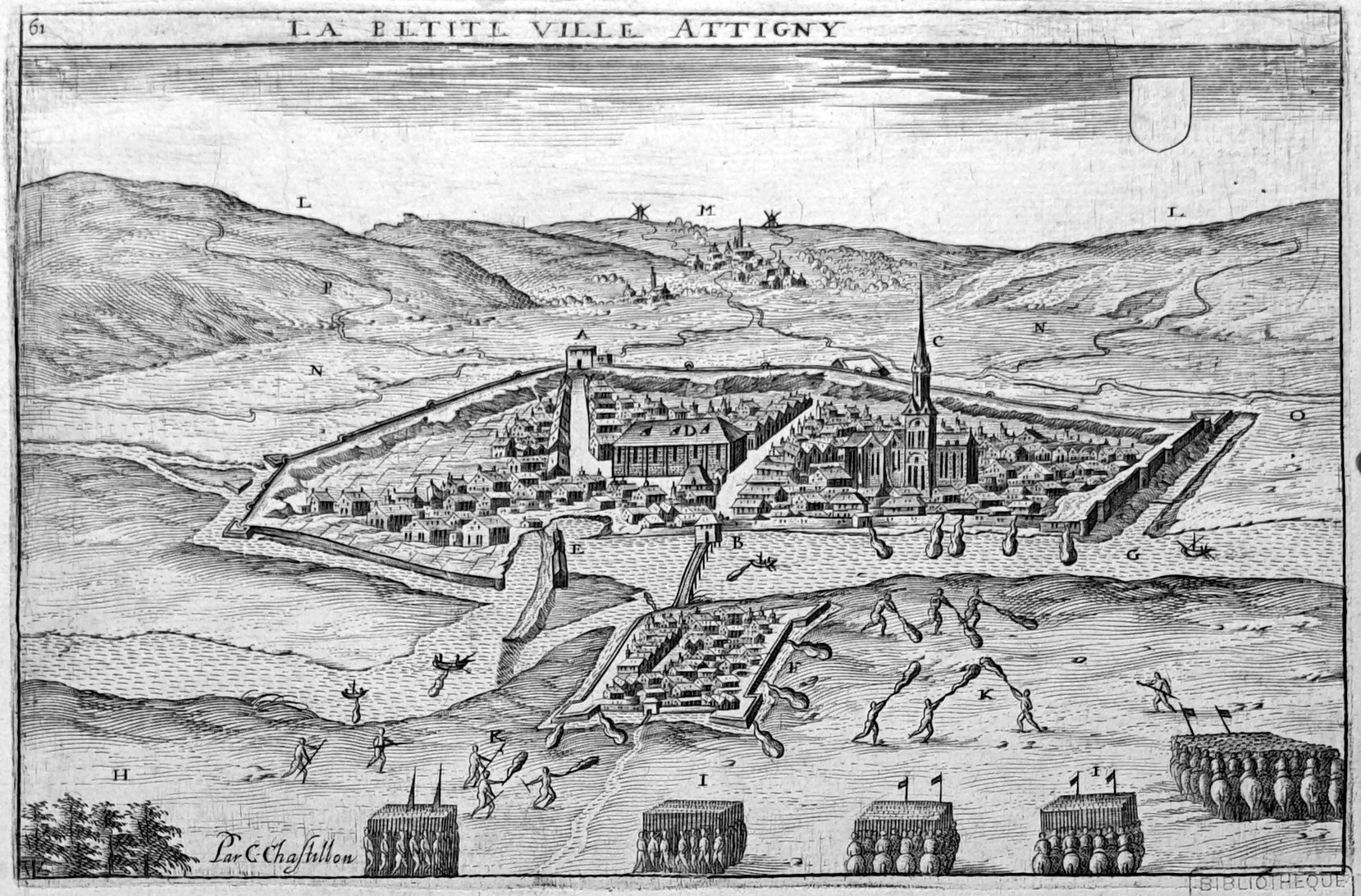
Attigny um 1600

## Persönlichkeiten
- Alfred Lesure (1831–1885), Arzt und Politiker
- Camille Renault (1866–1954), Bildhauer
- André Dhôtel (1900–1991), Schriftsteller